# Xoser
Xoser là một chi bướm đêm thuộc phân họ Tortricinae của họ Tortricidae.

## Các loài
- Xoser exors Razowski & Pelz, 2003